# كارلوس غيريرو (سائق سيارة سباق)
كارلوس غيريرو (بالإسبانية: Carlos Guerrero)‏ هو مهندس مكسيكي، ولد في 20 نوفمبر 1957 في مدينة مكسيكو في المكسيك.